# Rjukanfossen
Rjukanfossen ist ein Wasserfall von 104 m Höhe im westlichen Teil der Kommune Tinn im Norden der Provinz Telemark (Norwegen). Der Wasserfall ist Teil des Måna-Flusssystems. Früher war der Wasserfall eine wichtige touristische Attraktion als einer der ersten Flutlicht-Wasserfälle. Dies wurde von der Energie betrieben, die vom Wasserfall erzeugt wurde. Im Jahr 1905 wurde die Energie von Norsk Hydro zur Produktion von Salpeter benutzt.
Seit 1911 im Kraftwerk Vemork mit der Produktion von Elektrizität begonnen wurde, ist der Wasserfall faktisch verschwunden. Er ist nur noch in Zeiten sehr hohem Wasserstands des oberhalb gelegenen Sees Møsvatnet und während des Marispelet oberhalb Rjukans im Juli zu sehen.

## Name
Der Name stammt aus der altnordischen Sprache Rjúkandi und wird vom Verb rjúka „rauchen“ (bezogen auf den Schaum vom Wasserfall) abgeleitet. Der zweite Teil fossen kommt vom norwegischen Wort foss für „Wasserfall“ und wurde erst später beigefügt.